# عملية بركان الغضب
عملية بركان الغضب هي عملية عسكرية شنتها قوات حكومة الوفاق الوطني بقيادة فائز السراج، ضد قوات الجيش الوطني الليبي بقيادة خليفة حفتر.

## الجدول الزمني للعملية
- يوم 4 أبريل 2019 أعلن الناطق باسم قوات الجيش التابع للمجلس الرئاسي الليبي، محمد قنونو، انطلاق عملية «بركان الغضب» ضد قوات الجيش الوطني الليبي بقيادة المشير خليفة حفتر.[2]
- يوم 27 يوليو 2019 أعلنت قوات حكومة الوفاق الليبية، السبت، استعادتها كامل «معسكر النقلية» جنوبي طرابلس، بعد ساعات من سيطرة قوات اللواء المتقاعد خليفة حفتر، عليه.
- أعلن يوم 18 مايو 2020 فايز السراج رئيس حكومة الوفاق الوطني الليبية المعترف بها دوليا أن قوات حكومته قد فرضت سيطرتها على قاعدة الوطية الجوية الإستراتيجية الواقعة جنوبي غرب العاصمة طرابلس.[3]
- يوم 19 مايو 2020 أعلنت حكومة الوفاق الوطني الليبية توسيع نطاق نفوذها غربي البلاد بسيطرتها على مدينتي تيجي وبدر.[4]
- يوم 4 يونيو 2020 أعلنت قوات حكومة الوفاق الوطني أن قواتها أصبحت تسيطر على كامل الحدود الإدارية للعاصمة طرابلس، بعدما طردت آخر من بقي فيها من قوات اللواء المتقاعد خليفة حفتر.[5]
- يوم الجمعة 5 يونيو 2020 أعلنت قوات حكومة الوفاق الوطني بسطت سيطرتها على كامل مدينة ترهونة، بعد الهجوم عليها من أربعة محاور.[6]
- يوم السبت 6 يونيو 2020 أعلنت قوات حكومة الوفاق الوطني تحرير منطقة الوشكة المحيطة بمدينة سرت (شرق) من قوات خليفة حفتر.[7]